# Đông Thành, Nghệ An
Đông Thành là một xã thuộc tỉnh Nghệ An, Việt Nam. Xã được hình thành trên cơ sở sáp nhập các xã Đô Thành, Phú Thành và Thọ Thành của huyện Yên Thành trong đợt Sáp nhập tỉnh thành Việt Nam 2025.

## Địa lý
Xã Đông Thành có vị trí địa lý:
- Phía Đông giáp xã Đức Châu, xã Quảng Châu và xã Hùng Châu;
- Phía Nam giáp xã Yên Thành và xã Quảng Châu;
- Phía Tây giáp xã Giai Lạc và xã Bình Minh;
- Phía Bắc giáp xã Bình Minh.

Xã Đông Thành có diện tích tự nhiên 30,20 km².

## Hành chính và tên gọi
Xã Đông Thành được thành lập theo Nghị quyết số 1678/NQ-UBTVQH15 của Ủy ban Thường vụ Quốc hội Việt Nam, ban hành ngày 16 tháng 6 năm 2025. Theo đó, sắp xếp toàn bộ diện tích tự nhiên, quy mô dân số của các xã Đô Thành, Phú Thành và Thọ Thành thuộc huyện Yên Thành trước đây thành một xã mới có tên gọi là xã Đông Thành.
Trước đó, theo Đề án sắp xếp đơn vị hành chính cấp xã tỉnh Nghệ An, xã này là xã Yên Thành 9.
Sau sắp xếp xã có diện tích tự nhiên: 30,20 km², quy mô dân số: 46.116 người.